# Hypnerotomachia Poliphili
Hypnerotomachia Poliphili (El somni d'en Polifil) és un incunable del 1499; es creu que l'autor n'és Francesco Colonna.
El somni de Polífil, es va publicar per primera vegada l'any 1499 a Venècia per Aldo Manuzio. Aquesta primera edició té un disseny de pàgina elegant, amb il·lustracions refinades en xilografia en un estil del Renaixement primerenc. Hypnerotomachia Poliphili presenta una misteriosa al·legoria en la qual el protagonista principal, Polifil, persegueix el seu amor, Polia, a través d'un paisatge oníric. Al final, es reconcilia amb ella per la "Font de Venus"

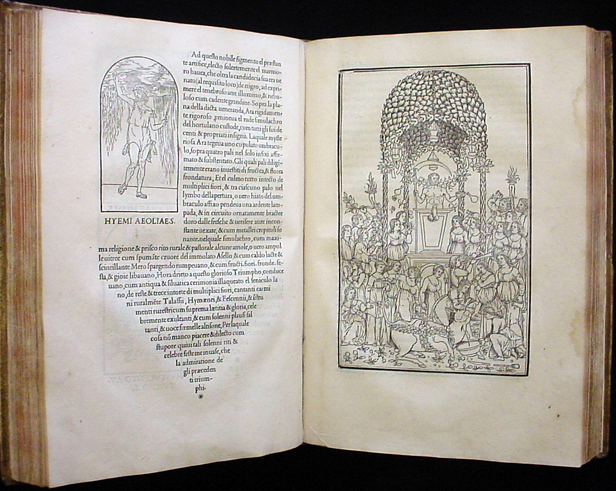
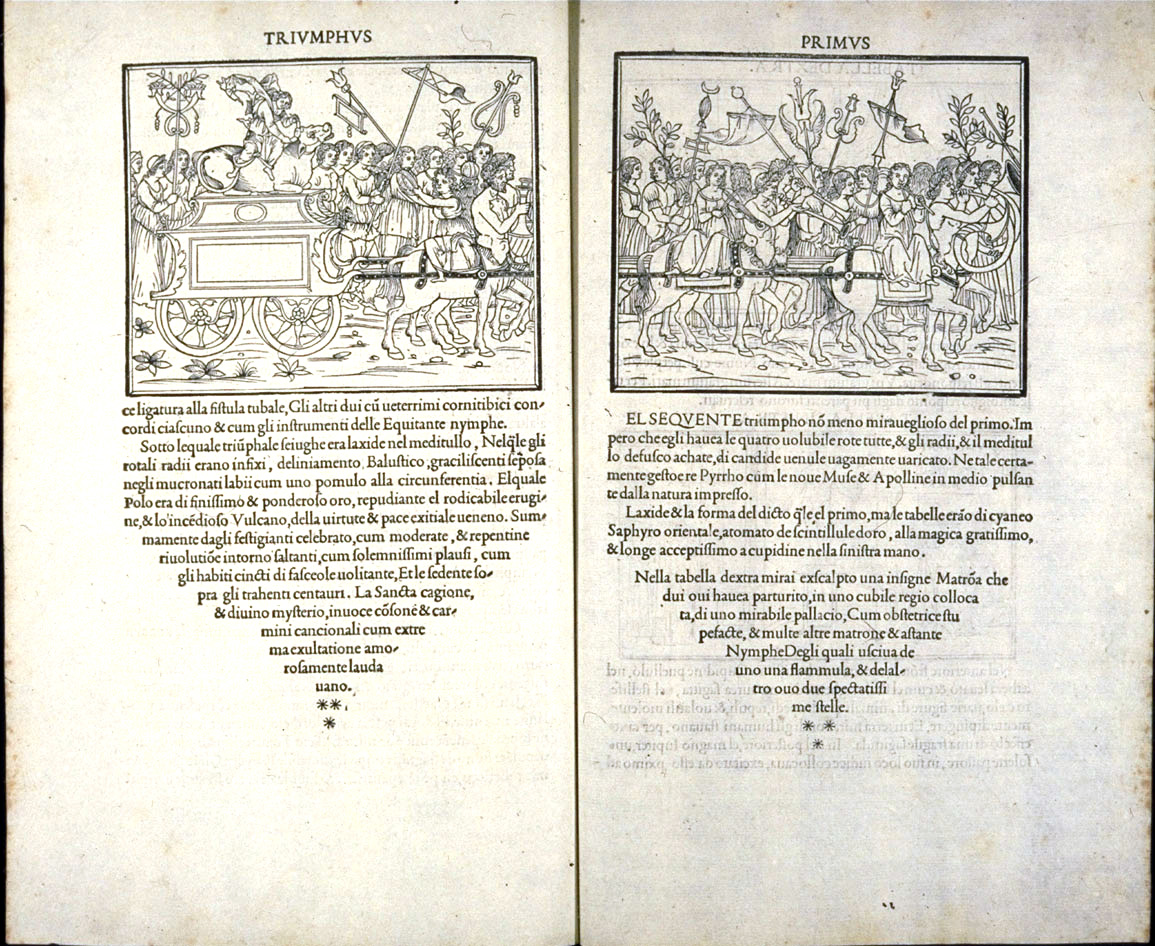
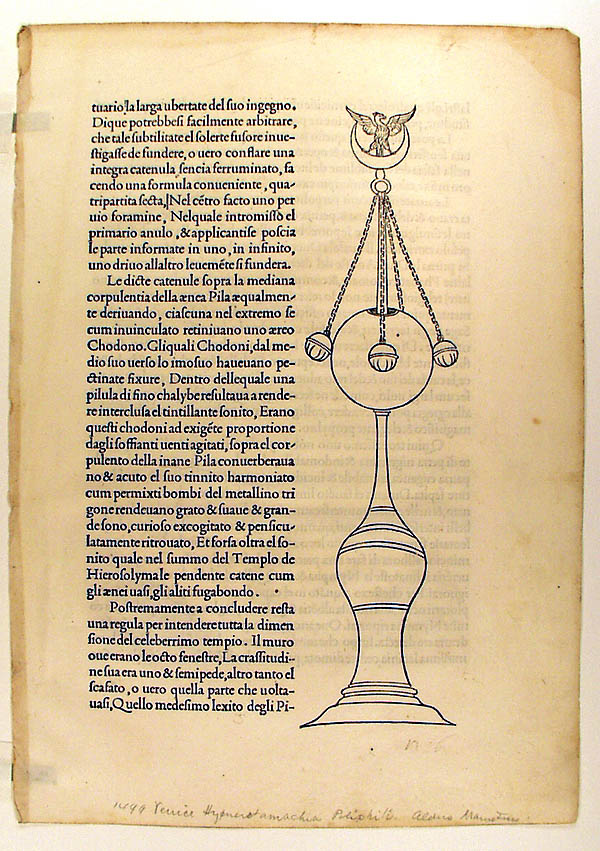
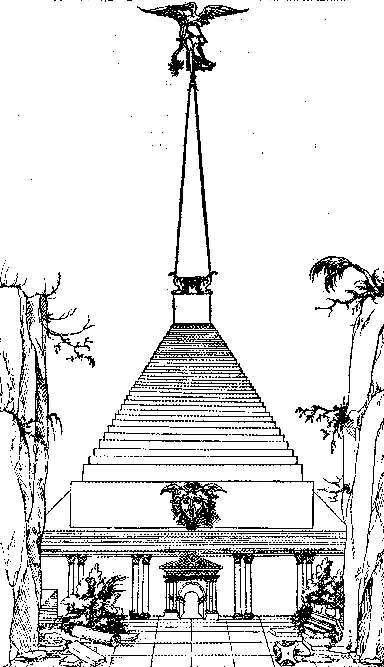

## Història
Llibre inclassificable, ha estat considerat com un tractat d'arquitectura i un llibre pornogràfic; el psicòleg Carl Jung creia que les imatges oníriques presagiaven la seva teoria d'arquetips.
El llibre va ser imprès per Aldo Manucio a Venècia, al desembre de 1499. El llibre és anònim, però en un acròstic en l'italià original es pot llegir POLIAM FRATER FRANCISCVS COLVMNA PERAMAVIT (El germà Francesco Colonna ha estimat apassionadament Polia). No obstant això, el llibre també ha estat atribuït a Leon Battista Alberti per diversos estudiosos, i amb posterioritat a Llorenç de Mèdici.
És buscat per bibliòfils com un dels llibres més bells dels primers dies de la impremta. La tipografia n'és famosa per la seva qualitat i la seva claredat; Aldo Manuzio la va treballar conjuntament amb Francesco Griffo. Està il·lustrat amb 174 xilografies exquisides; es creu que Andrea Mantegna n'és l'autor.